# Ivan Horák (Eishockeyspieler)
Ivan Horák (* 6. Januar 1957 in Opava, Tschechoslowakei) ist ein ehemaliger tschechischer Eishockeyspieler- und derzeitiger Trainer.

## Spielerkarriere
Horák spielte in seiner Jugend für den HC Slezan Opava. Von 1977 bis 1981 spielte der Verteidiger in der 1. Liga der Tschechoslowakei für TJ Vítkovice. In der Saison 1981/82 lief Horák für TJ Gottwaldov, ehe er sich vom Spitzeneishockey verabschiedete und künftig nur noch in unteren Ligen spielte.
Von 1982 bis 1987 stand Horák Baník ČSA Karviná unter Vertrag, in der Spielzeit 1987/88 war er für TJ TŽ Třinec aktiv. Von 1988 bis 1990 war Horák Spielertrainer bei TJ Slezan Frýdek-Místek. Nach dem Ende des kommunistischen Regimes in der Tschechoslowakei ging Horák nach Deutschland und spielte bis 1992 beim TEV Miesbach. Die letzte Station des Tschechen war von 1992 bis 1994 der ESC Holzkirchen. Auch in Holzkirchen arbeitete Horák als Spielertrainer.

## Trainerkarriere
Horák war von 1992 bis 1994 Juniorentrainer des HC Vítkovice und wechselte dann wieder zum TEV Miesbach, wo er neben der Tätigkeit als Nachwuchstrainer auch als Co-Trainer der ersten Mannschaft arbeitete. Anschließend war der Tscheche bis November 1995 hauptamtlicher Nachwuchstrainer beim ESV Bayreuth und ab Dezember 1995 Coach der ersten Mannschaft des ESV, eine Position, die er bis 1998 innehatte. Dann folgte ein Wechsel zum EHC Memmingen, bei dem Horák bis 1999 nicht nur die erste Mannschaft, sondern auch den gesamten Juniorenbereich betreute.
Von 1999 bis 2000 trainierte der Tscheche die Mannschaft des ESC Dresden in der Oberliga Nord, von 2000 bis 2001 war er Co-Trainer beim ESC. Auch in Dresden kümmerte sich Horák nebenbei um den kompletten Nachwuchs, um dann bis 2002 als hauptamtlicher Nachwuchstrainer zu arbeiten. In der Saison 2003/04 zog es ihn zurück nach Tschechien zum HC Vítkovice in die Junioren-Extraliga. In der Saison 2004/05 coachte Horák den Höchstadter EC, in der Spielzeit 2005/06 den ESC Haßfurt. Von 2006 bis 2010 arbeitete Horák als Trainer der ersten Mannschaft beim ESC Halle. Zur Saison 2010/11 wechselte der Tscheche zu den Trostberg Chiefs.
Im Januar 2013 gab er seinen Einstand als Trainer beim Oberligateam ECC Preussen Berlin, für die er bis Saisonende 2015 tätig war.
Seit 2015 ist er für die EHF Passau Black Hawks tätig.